# Афула

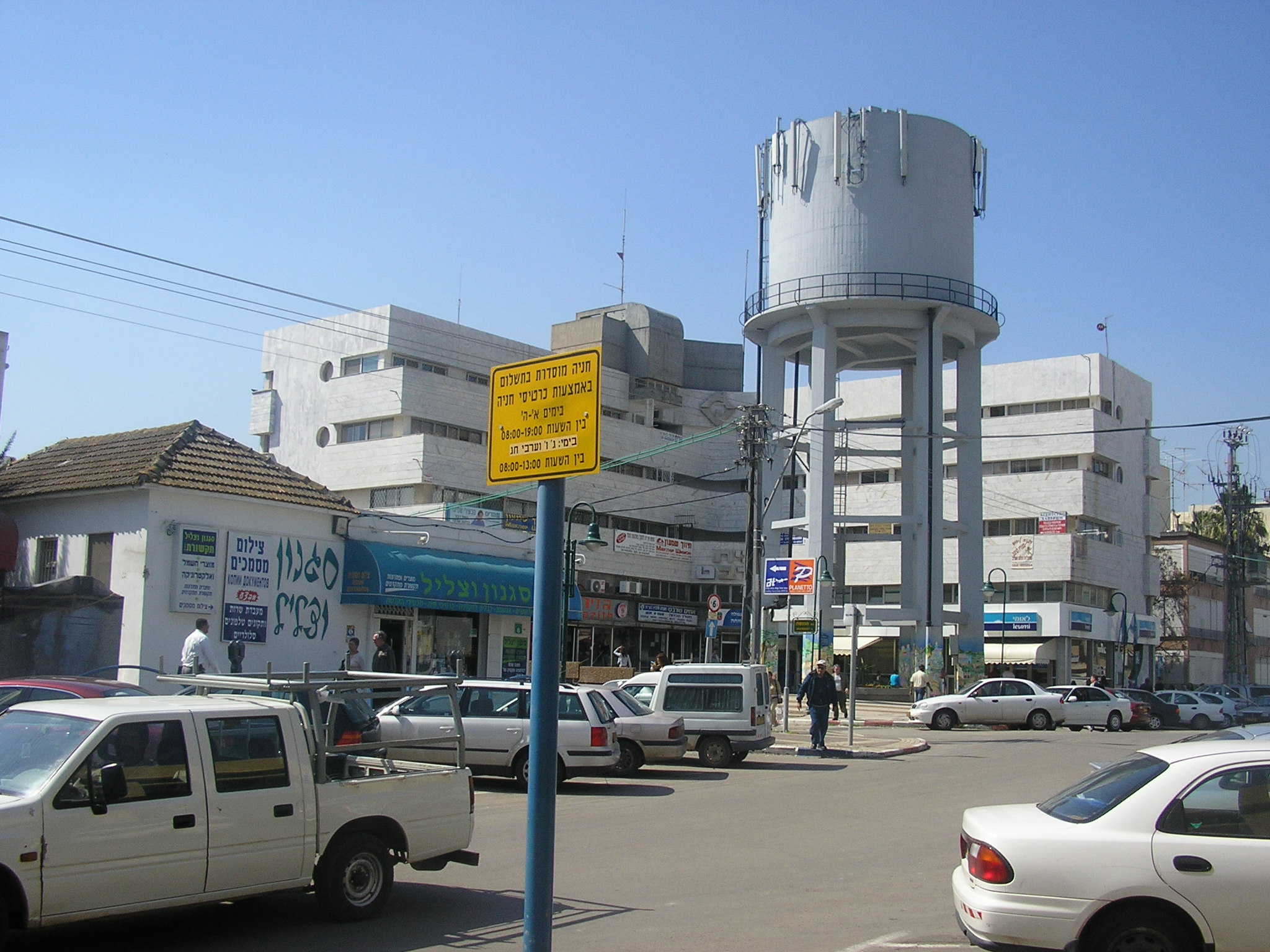
Водонапорная башня — историческая достопримечательность Афулы.

Афула (ивр. עֲפֻלָּה, עפולה‎; араб. العفولة‎, al-ʻAfūlaḧ) — город в Израиле, основан в 1925 году в разгар еврейской поселенческой деятельности в Изреельской долине.

## История
Во времена израильского завоевания Ханаана на месте нынешней Афулы было поселение Офел (или Офер), что значит «башня», или «укреплённый населённый пункт на возвышенности».
Вероятно, что именно здесь построил жертвенник Гедеон, герой ТАНАХа, один из судей Израилевых: «И устроил там Гедеон жертвенник Господу и назвал его: Иегова Шалом. Он ещё до сего дня в Офре Авиезеровой» (Суд. 6:24).
В 1799 году, во времена Египетского похода Наполеона, рядом с нынешним местом расположения современной Афулы у горы Фавор произошло сражение французов с турками.
Недалеко от Афулы, на месте сегодняшнего киббуца Мерхавия, находилась небольшая арабская деревня аль-Аффула (аль-Фула), жители которой, продав землю еврейским поселенцам, покинули это район.
Современная Афула была основана в 1925 году, в разгар еврейской поселенческой деятельности в Изреельской долине.
Город расположился на землях, приобретённых с помощью Иегошуа Ханкина Сионистским американским земельным фондом развития.
Это были заболоченные, малопригодные для жизни человека участки. Постепенно на них начали появляться еврейские сельскохозяйственные поселения.
В результате археологических раскопок под руководством профессора Иерусалимского университета Элиэзера Сукеника, вызванных новыми планами развития Афулы в 1926—1931 годах, было открыто множество культурных слоёв, свидетельствовавших о пребывании здесь людей ещё со времён медного века (третье тысячелетие до н. э.) и вплоть до последнего арабского поселения. Отмечалось также отсутствие преемственности этих поселений, то есть были времена упадка и запустения, когда на этих землях никто не жил.
Город Афула был заложен в центре долины. Невдалеке проходила железная дорога Хайфа — Дамаск. «Ракевет ха-Эмек» («поезд долины») — ответвление хиджазской железной дороги.
Первый участок железной дороги Хайфа — Бейт Шеан был пущен в эксплуатацию в январе 1904 года, а в марте 1948 года, после взрыва мостов на реке Ярмук движение по этой дороге было прекращено.
В октябре 2016 года была открыта железнодорожная линия, связывающая город с Хайфой и Бейт-Шеан.
Афула — важный стратегический пункт на перекрёстке дорог двух основных направлений: Запад — Восток и Юг — Север. Одна из этих дорог связывает Афулу с Тель-Авивом, а другая — с Иерусалимом, Шхемом (Наблусом) и Дженином.
В 1972 году Афула получила статус города.
В Афуле проживали русский писатель и литературовед Генрих Эльштейн-Горчаков, а также фантаст Павел Амнуэль.

## Население
По данным Центрального статистического бюро Израиля, население на начало 2020 года составляло 54 250 человек.
Афула состоит из трёх больших районов: собственно Афула, верхняя Афула (Афула-Илит) и Гиват ха-Морэ. Район Гиват ха-Морэ расположен на склонах горы Морэ, на высоте 250−400 метров над уровнем моря.
Эти районы удалены от нижнего города, Афулы, расположенной на 45 метров ниже уровня моря.

## Промышленность
Все предприятия Афулы сосредоточены в двух промышленных зонах: Зона Алон-Тавор и в Афуле Илит. В самой Афуле тоже есть небольшие предприятия. В больничном комплексе «ха-Эмек» имеется 2000 рабочих мест.. Трудовой коллектив больницы — почти 2000 врачей, медсестёр, обслуживающего и технического персонала.
Среднемесячная заработная плата в городе в 2019 году составила 7388 шекелей (в среднем по стране: 9745 шекелей).